# Surveillance réseau
La surveillance réseau (en anglais, network monitoring) est la surveillance en temps réel
- des composants d'un réseau de communication pour identifier les composants lents ou défaillants
- et la performance du réseau (par exemple, le nombre de paquets expédiés ou reçus)

pour identifier les problèmes et optimiser la disponibilité et la performance du réseau.
Les informations produites par la surveillance réseau sont acheminées à l'administrateur réseau (par affichage sur une console, par courrier électronique, par SMS ou par d'autres alarmes) en cas de panne ou de tout autre problème. La surveillance réseau fait partie d'une activité plus large appelée gestion de réseau.